# Castelnau-Montratier
Castelnau-Montratier är en kommun i departementet Lot i regionen Occitanien i södra Frankrike. Kommunen ligger i kantonen Castelnau-Montratier som tillhör arrondissementet Cahors. År 2018 hade Castelnau-Montratier 1 749 invånare.

## Befolkningsutveckling
Antalet invånare i kommunen Castelnau-Montratier
| Referens: INSEE |